# Società delle Guide Alpine di Courmayeur
La Società delle Guide Alpine di Courmayeur (in francese Société des guides alpins de Courmayeur) è l'associazione di guide alpine presente a Courmayeur in Valle d'Aosta. La sua vocazione principale è di accompagnare i clienti in alta montagna, in particolare sulla vetta del Monte Bianco e sulle altre vette del suo massiccio.

## Storia
La tradizione delle guide alpine a Courmayeur ha in Jean-Laurent Jordaney il suo capostipite. Originario di Pré-Saint-Didier e soprannominato Patience, egli fu ingaggiato dall'alpinista e naturalista ginevrino Horace-Bénédict de Saussure a partire dal 1774 per tentare di aprire una via al Monte Bianco. Jordaney lo accompagnò in particolare sul ghiacciaio del Miage e sul mont Crammont. Fu guida anche dell'inglese Thomas Ford Hill (? - 1795) al colle del Gigante nel 1786.
La società si è costituita nel 1850 e come tale risulta essere la più antica associazione di guide alpine nata in Italia. Le maggiori personalità legate alla Società delle guide di Courmayeur sono state, nel corso della sua storia: Jules Guédoz, Émile Rey, Adolphe Rey, Joseph Petigax, Alexis Brocherel, Louis Mussillon, Marcel Mussillon, Laurent Croux, Cyprien Savoye e César Ollier. Dall'inizio del XX secolo hanno incominciato ad organizzare le spedizioni extraeuropee.

## Oggi
Attualmente la società raccoglie circa cinquanta soci e tra questi una quarantina di soci in attività. La società gestisce in proprio il Rifugio Monzino e si occupa del Bivacco Marco Crippa e del Bivacco Mario Jachia. I locali dell'associazione a Courmayeur ospitano il Museo alpino Duca degli Abruzzi. La società aderisce alla Unione Internazionale delle Associazioni di Guida Alpina.